# Bahirgram
Bahirgram là một thị trấn thống kê (census town) của quận Medinipur thuộc bang Tây Bengal, Ấn Độ.

## Nhân khẩu
Theo điều tra dân số năm 2001 của Ấn Độ, Bahirgram có dân số 8288 người. Phái nam chiếm 51% tổng số dân và phái nữ chiếm 49%. Bahirgram có tỷ lệ 63% biết đọc biết viết, cao hơn tỷ lệ trung bình toàn quốc là 59,5%: tỷ lệ cho phái nam là 70%, và tỷ lệ cho phái nữ là 55%. Tại Bahirgram, 14% dân số nhỏ hơn 6 tuổi.